# تاکومی مییایوشی
تاکومی مییایوشی (انگلیسی: Takumi Miyayoshi؛ زادهٔ ۷ اوت ۱۹۹۲) بازیکن فوتبال اهل ژاپن است.
از باشگاه‌هایی که در آن بازی کرده‌است می‌توان به باشگاه فوتبال سانفریس هیروشیما اشاره کرد.
وی همچنین در تیم ملی فوتبال زیر ۱۷ سال ژاپن بازی کرده‌است.